# Mohammad Taqi-Khan Pesyan
Mohammad Taqi-Khan Pesyan (persisch محمدتقی پسیان; auch Pesian, Pessian und Pesseyan; * 1892 in Täbris, Iran; † 3. Oktober 1921) war ein iranischer militärischer Kommandeur (Oberst) und Politiker.

## Leben
Pesyan entstammte einer prominenten Familie aus Aserbaidschan, die nach der Niederlage Persiens im russisch-persischen Krieg, der 1882 mit dem Vertrag von Turkmantschai endete, nach Persien (Iran) emigriert war. In Pesyans Familie hatte der Dienst beim Militär Tradition. Sein Onkel General Hamzeh Khan Pesyan war Kommandeur in der persischen Kosakenbrigade, seine Cousins Heydar Qoli Khan Pesyan, Ali Qoli Khan Pesyan, Gholam Reza Khan Pesyan und er selbst dienten in der persischen Gendarmerie.
In Täbris erhielt Mohammad Taqi eine umfassende Ausbildung in den Naturwissenschaften, der persischen und arabischen Sprache sowie mehrerer europäischer Fremdsprachen. 1907 ging er nach Teheran an die Militärhochschule. Nach fünf Jahren wurde er zum Leutnant der Gendarmerie befördert. Bereits zwei Jahre später bekleidete er den Rang eines Hauptmanns. Als Bataillonskommandeur diente er in Qazvin, Hamadan und Yazd. Darüber hinaus war er als Dozent und Dolmetscher in der Ausbildungseinrichtung der Gendarmerie in Yusef Abad in Teheran tätig. Zu Beginn des Ersten Weltkriegs wurde er zum Major befördert.

### Erster Weltkrieg und Exil in Deutschland
Im November 1915 griff er als Kommandeur der Gendarmerie von Hamadan in der Schlacht von Musalla die pro-russische Kosakenbrigade an. Es gelang ihm, die Kosaken zu überwältigen und zu entwaffnen. Mit einer patriotischen Ansprache überzeugte er viele Soldaten der Kosakenbrigade, auf seiner Seite weiterzukämpfen. Am Ende musste er sich aber gegen die auf Hamadan vorrückende, zahlenmäßig und von der Bewaffnung her überlegene russische Kaukasusarmee geschlagen geben. Die Reste von Pesyans Truppen zogen sich nach Kermānschāh zurück, wo sie von den nachsetzenden Russen endgültig geschlagen wurden. Wer konnte, floh ins Osmanische Reich. Im August 1916 startete Pesyan einen Versuch, Kermānschāh zurückzuerobern. Doch auch dieses Mal konnte er die überlegenen russischen Streitkräfte nicht besiegen. Viele seiner Soldaten gingen ins Exil nach Istanbul. Pesyan selbst ging ins Exil nach Berlin, um im andauernden Ersten Weltkrieg auf der Seite der Deutschen an der Westfront weiterzukämpfen.
Während seiner Zeit in Berlin absolvierte er bei der deutschen Luftwaffe eine Fliegerausbildung. Bei mehreren Kampfeinsätzen gelang es Pesyan, 25 feindliche Flugzeuge abzuschießen. In Anerkennung seiner militärischen Verdienste wurde er mit dem Eisernen Kreuz ausgezeichnet.
Pesyan hat während seines Aufenthaltes in Deutschland mehrere Bücher aus dem Französischen und Deutschen ins Persische übersetzt. Darüber hinaus verfasste er Sargozascht-e yek dschavan-e vatandust („Das Leben eines jungen Patrioten“) und Dschang-e Moqaddas az Baghdad ta Iran („Der Heilige Krieg von Bagdad bis Iran“).

### Rückkehr nach Iran

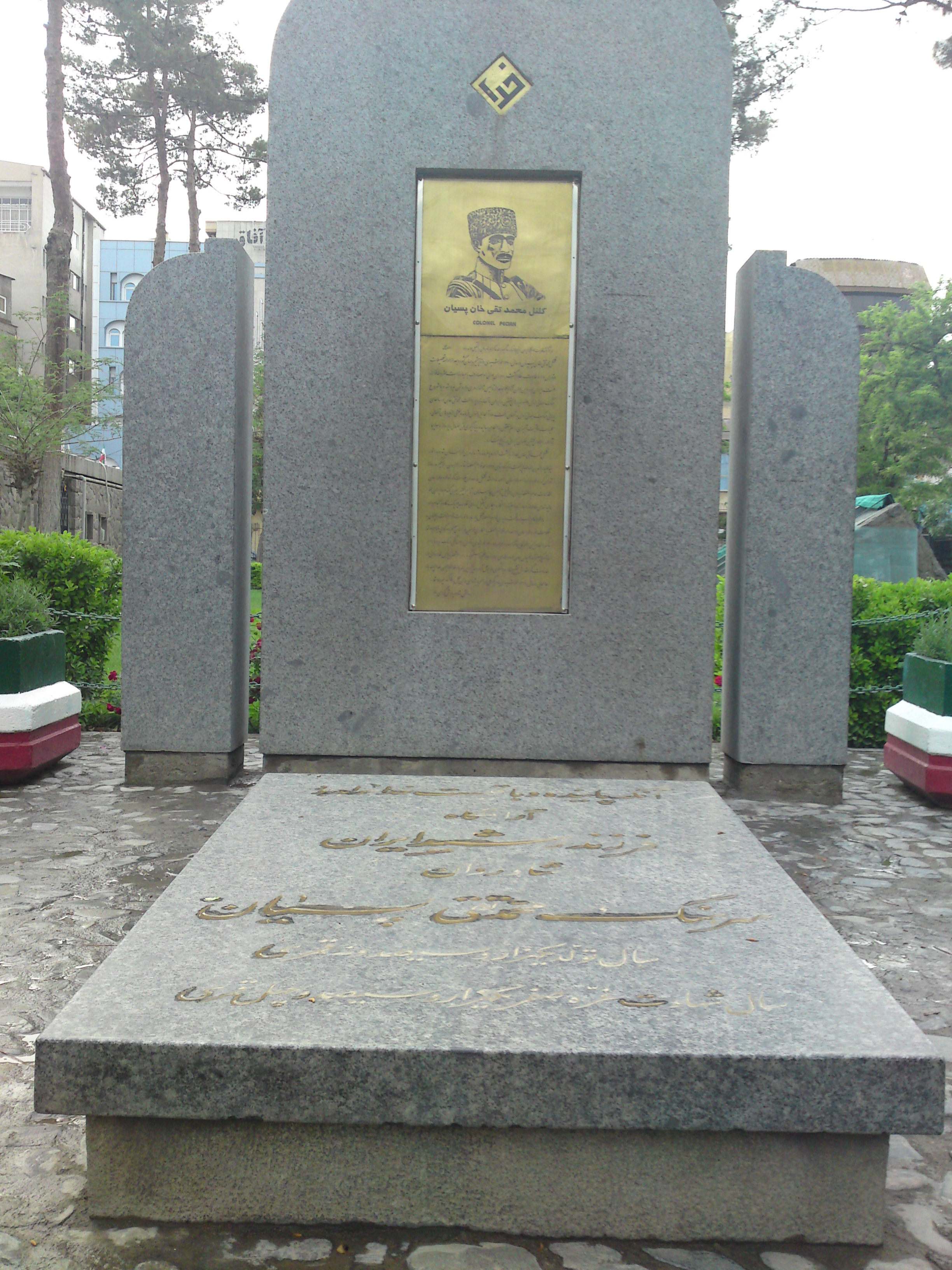
Grab von Pesyan

Nach dem Ende des Ersten Weltkriegs kehrte Pesyan 1920 nach Iran zurück und trat wieder in den Dienst der Gendarmerie. Im Juni 1920 wurde er zum Colonel (Oberst) befördert, und im September 1920 wurde er Kommandeur der Gendarmerie in Chorasan. Nach dem gewaltsamen Sturz der Regierung Mirza Hassan Khan verhaftete Colonel Pesyan auf Anweisung von Premierminister Seyyed Zia al Din Tabatabai den damaligen Gouverneur von Chorasan Ahmad Qavam und überstellte ihn ins Gefängnis nach Teheran. Seyyed Zia ernannte ihn dafür zum Militärgouverneur der Provinz Chorasan. Pesyan rief am 2. April 1921 die Autonome Regierung von Chorasan aus. Er übernahm zudem die Verwaltung des Grabs von Imam Reza in Maschhad, einer der bedeutendsten Pilgerstätten in Iran. Ende Juni 1921 wurde Ahmad Qavam jedoch wieder freigelassen und von Ahmad Schah Kadschar zum Premierminister von Iran bestimmt. Qavam ließ Pesyan umgehend verhaften und machte der autonomen Regierung von Chorasan am 6. Oktober 1921 ein Ende. Pesyan hatte sich mit 150 Gendarmen in Quchan verschanzt und war dem mit über 1.000 Kosaken anrückenden Reza Khan hoffnungslos unterlegen. Pesyan wurde am 3. Oktober 1921 hingerichtet. Als Beleg für seinen Tod wurde sein Kopf nach Teheran gebracht.
Der Tod Pesyans war für die Einwohner von Chorasan ein Schock. Sie verehrten Pesyan als Freiheitskämpfer. Fünf Jahre lang fanden am 3. Oktober, dem Tag seiner Hinrichtung, Gedenkveranstaltungen statt. Nachdem Reza Khan am 12. Dezember 1925 zum Schah gekrönt worden war, unterband dieser jedoch die Trauerzeremonien.
Pesyan ist in Maschhad in Chorasan in demselben Garten wie Nadir Schah begraben.